# Harkályalakúak
A harkályalakúak (Piciformes) a madarak (Aves) osztályának egyik rendje, amelybe a harkályok, tukánok és mézkalauzfélék tartoznak.
Ebbe a rendbe manapság 9 család, 71 nem és 458 recens faj tartozik.
Eme madarak két lábujja előre, kettő hátra mutat: a külső lábujj zárkózik a hátsó mellé – akár a papagájoknál, a kakukkoknál, a baglyoknál, a halászsasnál, a turákóknál, az egérmadaraknál és némely sarlósfecskéknél. Valamennyi fajuk zárt üregben költ, csupaszon és vakon kikelő fiókáik - kivételt képeznek a jakamárfélék - fészeklakók.

## Rendszertani besorolásuk
A harkályalakúak és legközelebbi rokonaik, az úgynevezett szalakótaalakúak (Coraciiformes) együttesen alkotják a Picodynastornithes nevű madárcsoportot, mely testvértaxonja a szarvascsőrűmadár-alakúaknak (Bucerotiformes). A Picodynastornithes-fajokat és a szarvascsőrűmadár-alakúakat, a nagyobb szintű Picocoraciae nevű taxon foglalja magába.

## Kifejlődésük
Mivel igen kevés harkályalakú kövület került elő, a rend evolúciós fejlődése és az átellenes négyujjúságának megjelenési időpontja nemigen ismert. A kevés lelet alapján, tudjuk, hogy léteztek ma már régen kihalt harkályalakú nemek és akár családok is. Ilyenek például a kora eocén korszaki Neanis és Hassiavis nemek, a Zygodactylidae/Primoscenidae, Gracilitarsidae és Sylphornithidae családok, valamint „Homalopus” - taxonnév, melyhez elsőbbsége van a levélbogárfélékhez (Chrysomelidae) tartozó Cryptocephalus nevű rovarnemnek; hiszen annak egyik alneme -, vagy a miocén kori „Picus” gaudryi és a pliocénkori Bathoceleus. Olyan rossz állapotban levő kövületek is vannak, hogy rendszertani besorolásuk igen nehéz; habár harkályalakúaknak tekintik, az azon elhelyezésük majdnem lehetetlen; általában a Pici alrendbe sorolják. A mai, modern családok a késő oligocénben és a kora miocénben alakultak ki. Úgy tűnik, hogy eme madárrend kifejlődésének történetében Európa játszott színteret, habár manapság már csak a harkályfélék (Picidae) családja képviselteti magát ezen a kontinensen. Az is meglehet, hogy a ma már kizárólag amerikai elterjedésű családok is, az Óvilágban jelentek meg először.

## Rendszerezés
A rendbe az alábbi 2 alrend és az azoknak alárendelt taxonok tartoznak:
- Galbuli Vigors, 1825
  - bukkófélék (Bucconidae) Horsfield, 1821 - 38 faj
  - jakamárfélék (Galbulidae) Vigors, 1825 - 18 faj

- Pici Meyer & Wolf, 1810
  - Picides Meyer & Wolf, 1810
    - mézkalauzfélék (Indicatoridae) Swainson, 1837 - 17 faj
    - harkályfélék (Picidae) Vigors, 1825 - 249 faj

  - Ramphastides Vigors, 1825
    - bajuszosmadárfélék (Capitonidae) Bonaparte, 1838 - 15 faj
    - Lybiidae Sibley & Ahlquist, 1985 - 42 faj
    - Megalaimidae Blyth, 1852 - 34 faj
    - tukánfélék (Ramphastidae) Vigors, 1825 - 43 faj
    - Semnornithidae Richmond, 1900 - 2 faj

### Fordítás
- Ez a szócikk részben vagy egészben  a   Piciformes című angol Wikipédia-szócikk ezen változatának fordításán alapul.  Az eredeti cikk szerkesztőit annak laptörténete sorolja fel. Ez a jelzés csupán a megfogalmazás eredetét és a szerzői jogokat jelzi, nem szolgál a cikkben szereplő információk forrásmegjelöléseként.